# Petworth House
Petworth House ist ein Herrenhaus in der Grafschaft West Sussex in Großbritannien. Das als Kulturdenkmal der Kategorie Grade I klassifizierte Herrenhaus liegt in der Kleinstadt Petworth und ist berühmt wegen seines Landschaftsparks, seiner umfangreichen Gemälde- und Skulpturensammlung und wegen seiner reichen Innenausstattung.

## Geschichte
Die Ursprünge von Petworth House reichen bis ins 12. Jahrhundert zurück, als Adelheid von Löwen, die Witwe Heinrichs I., das Anwesen ihrem Halbbruder Jocelin de Louvain, der die Percy-Erbin Agnes geheiratet hatte, übertrug. 1309 wird Petworth als befestigter Herrensitz genannt, aber bis ins späte 16. Jahrhundert nutzten die Percys hauptsächlich ihre Besitzungen in Nordengland wie Alnwick Castle als Wohnsitze, während Petworth House selten besucht wurde. Dies änderte sich erst im 16. Jahrhundert. Nach dem Tod des 6. Earl of Northumberland fiel Petworth House an den König. Erst 1557 erhielt der Sohn des 6. Earl, der 7. Earl, das Haus zurück. Nach der Hinrichtung des 7. Earl zwang Elisabeth I. seinen Bruder, Henry Percy, 8. Earl of Northumberland, bis 1576 in Petworth House zu wohnen. Dieser ließ das Haus deshalb bis 1582 umbauen und erweitern. Weitere Umbauten ließ der 9. Earl ab 1615 vornehmen. 1682 heiratete Charles Seymour, 6. Duke of Somerset die Percy-Erbin Elizabeth. Ihr reiches Erbe erlaubte es Seymour, von 1688 bis 1696 das heutige Herrenhaus – vermutlich nach einem Entwurf von Daniel Marot – unter Einbezug älterer Mauern erbauen zu lassen. Sein Sohn und Erbe Algernon Seymour hinterließ nur eine Tochter als Erbin. Deshalb wurde der gewaltige Besitz nach seinem Tod dreigeteilt, Petworth House fiel zusammen mit dem 1749 neu geschaffenen Titel Earl of Egremont an seinen Neffen Charles Wyndham. Dieser ließ von 1756 bis 1763 von Matthew Brettingham einen eigenen Museumsraum, die Sculpture Gallery(heute North Gallery), anbauen. Bei Wyndhams Tod waren die Arbeiten noch nicht abgeschlossen. Sein Sohn, George Wyndham, 3. Earl of Egremont, ließ von 1774 bis 1779 von Matthew Brettingham dem Jüngeren den State Bedroom zur White Library umbauen. Unter ihm erlebte Petworth ein "goldenes Zeitalter". Der 3. Earl of Egremont war ein großzügiger Mäzen, unter anderem von John Constable und William Turner. Turner malte zwischen 1827 und 1837 zwanzig Ölgemälde und rund 100 Aquarelle in Petworth, darunter Motive aus dem Park und der Innenausstattung. Für seine wachsende Kunstsammlung ließ der 3. Earl of Egremont die North Gallery von 1824 bis 1827 erneut erweitern und umbauen.
Nach dem Tod des 3. Earl of Egremont erbte sein illegitimer Sohn George Wyndham, der 1852 zum Baron Leconfield erhoben wurde, Petworth House. Henry Wyndham, der 2. Baron Leconfield, ließ zwischen 1869 und 1872 den Südflügel des Hauses durch Anthony Salvins barockisierend umbauen. Aufgrund hoher Erbschaftssteuern übergab der 3. Baron 1947 das Haus dem National Trust, behielt aber Wohnrecht im Haus. Das Obergeschoss des Hauses wird von der Familie Wyndham privat bewohnt, die Haupträume des Herrenhauses, die Küche und die ehemaligen Dienstbotenräume können besichtigt werden, der Park ist frei zugänglich.

## Anlage
Das Herrenhaus liegt inmitten der Stadt Petworth. Es besteht aus einem dreigeschossigen, fast 100 m langen, nahezu schmucklosen Trakt mit zwei Hauptgeschossen. Die dem Park zugewandte Westfassade ist als Schauseite durch 21 Fenster pro Stockwerk gegliedert, die Fenster des Erdgeschosses führen direkt auf die Terrasse. Ursprünglich war der Bau von einer flachen Kuppel gekrönt, die jedoch 1778 bei einem Umbau entfernt wurde. An der nördlichen Schmalseite wurde von 1824 bis 1827 die North Gallery als Museumsbau angebaut.
Auf der Ostseite des Hauses erstreckt sich parallel zum Haus der langgestreckte, zweigeschossige Gesindeflügel aus dem 18. Jahrhundert, südlich davon die ausgedehnten, um einen langgestreckten Hof angelegten Stallungen, die ebenfalls aus dem 18. Jahrhundert stammen, aber in der Mitte des 19. Jahrhunderts erweitert und umgebaut wurden.

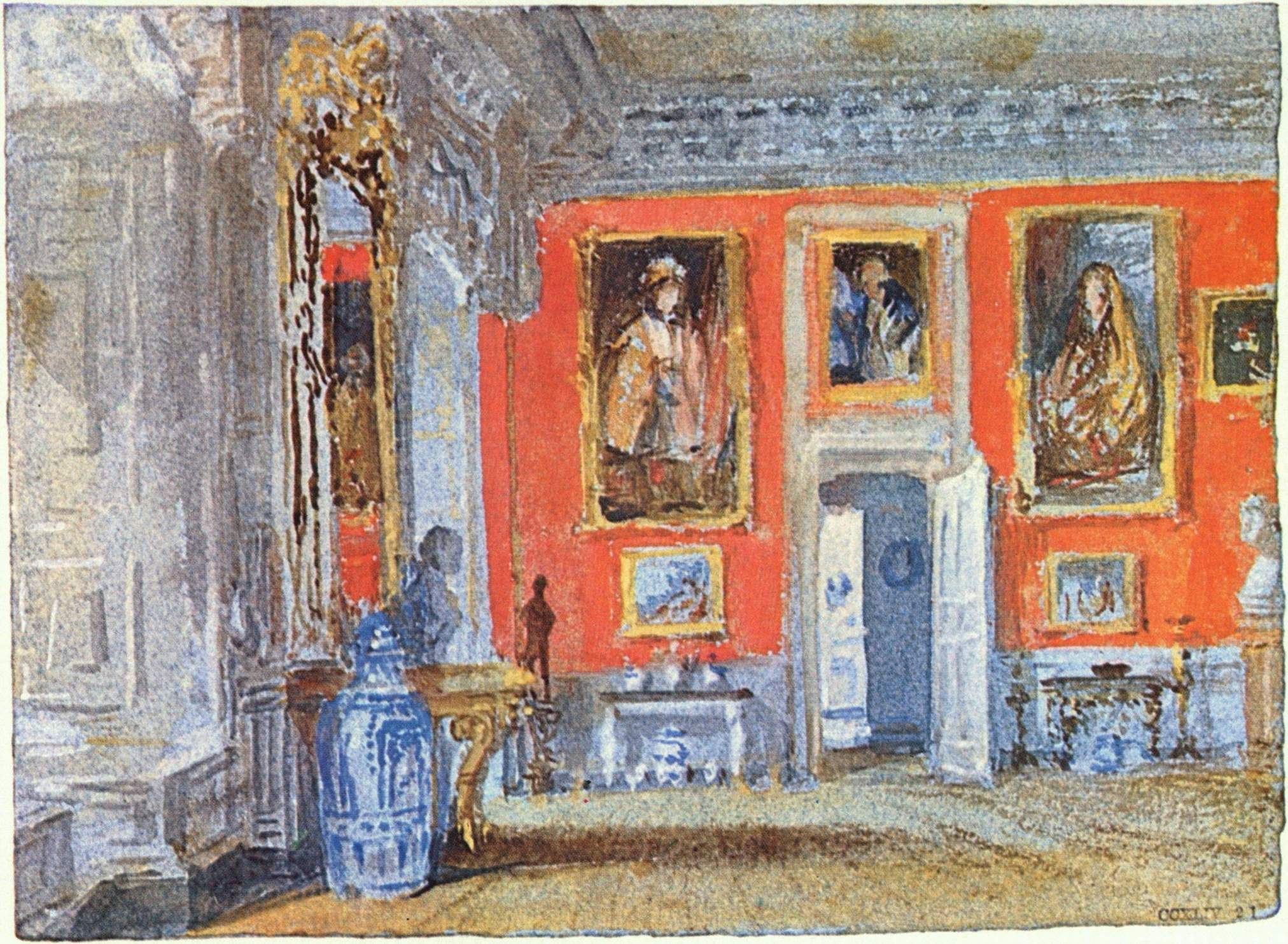
Der Red Room. Aquarell von Turner, um 1827

### Innenausstattung
Die Haupträume des Herrenhauses besitzen eine prächtige Innenausstattung mit Chippendale-Möbeln sowie der vom 10. Earl of Northumberland in den 1630er Jahren begründeten Gemäldesammlung. Der 10. Earl hinterließ neben acht Miniaturen von Elsheimer, einem Tizian und zahlreichen anderen Bildern eine Sammlung von 18 Gemälden von Anthonis van Dyck. Seine Nachfolger ergänzten die Sammlung unter anderem um Bilder von Rogier van der Weyden, Hobbema, Hieronymus Bosch, Lorrain, Teniers, Gainsborough, Kauffmann, William Blake, Reynolds sowie um die größte Sammlung von Gemälden von William Turner außerhalb eines Museums. Die jüngsten Restaurierungen versuchten die Inneneinrichtung des frühen 19. Jahrhunderts wiederherzustellen, so wie Turner sie in zahlreichen Aquarellen dargestellt hat.
Zu den Haupträumen gehören
- der als Gemäldegalerie dienende sogenannte Somerset Room, der neben Bildern von Frans Snyders, Bernardo Bellotto, Paul Bril, Claude Lorrain, Adam Elsheimer und Lely auch chinesisches Porzellan aus dem 17. Jahrhundert sowie ein zwischen 1410 und 1430 gefertigtes Manuskript der Canterbury Tales zeigt,
- der Square Dining Room. Der Speisesaal wurde bei einem Umbau 1764 geschaffen, seine heutige Einrichtung erhielt er zwischen 1795 und 1815. Unter den zahlreichen Gemälden in diesem Raum sind zwei von van Dyck geschaffene Porträts, die den 1. Earl of Strafford sowie den 9. Earl of Northumberland zeigen, sowie das großformatige, 1786 von Reynolds gemalte Macbeth and the Witches.
- Die Marble Hall (Marmorhalle) diente ursprünglich als Eingangshalle und wurde um 1692 vermutlich nach Entwürfen von Marot erbaut. Der barocke Saal wurde nur wenig verändert.
- Das große Treppenhaus, das von den Haupträumen im Erdgeschoss in die Schlafräume im Obergeschoss führt, wurde nach einem Brand 1715 bis 1720 von Louis Laguerre neu ausgemalt.
- Der kleine Speisesaal enthält zahlreiche Porträts sowie ein Gemälde des Heiligen Sebastian von Gerard Seghers.
- Der Carved Room (Geschnitzte Zimmer) wurde um 1690 eingerichtet. Er besitzt exzellente allegorische Schnitzereien von Grinling Gibbons. Zwischen 1786 und 1794 wurde der Raum auf die doppelte Größe vergrößert, an den Schnitzereien des neuen, nördlichen Raumteils arbeitete Jonathan Ritson 18 Jahre lang. Zu den Gemälden des Raums gehören ein Reiterporträt Karls I. von van Dyck sowie eine von Remigius van Leemput erstellte Kopie des Porträt Heinrichs VIII. von Hans Holbein dem Jüngeren.

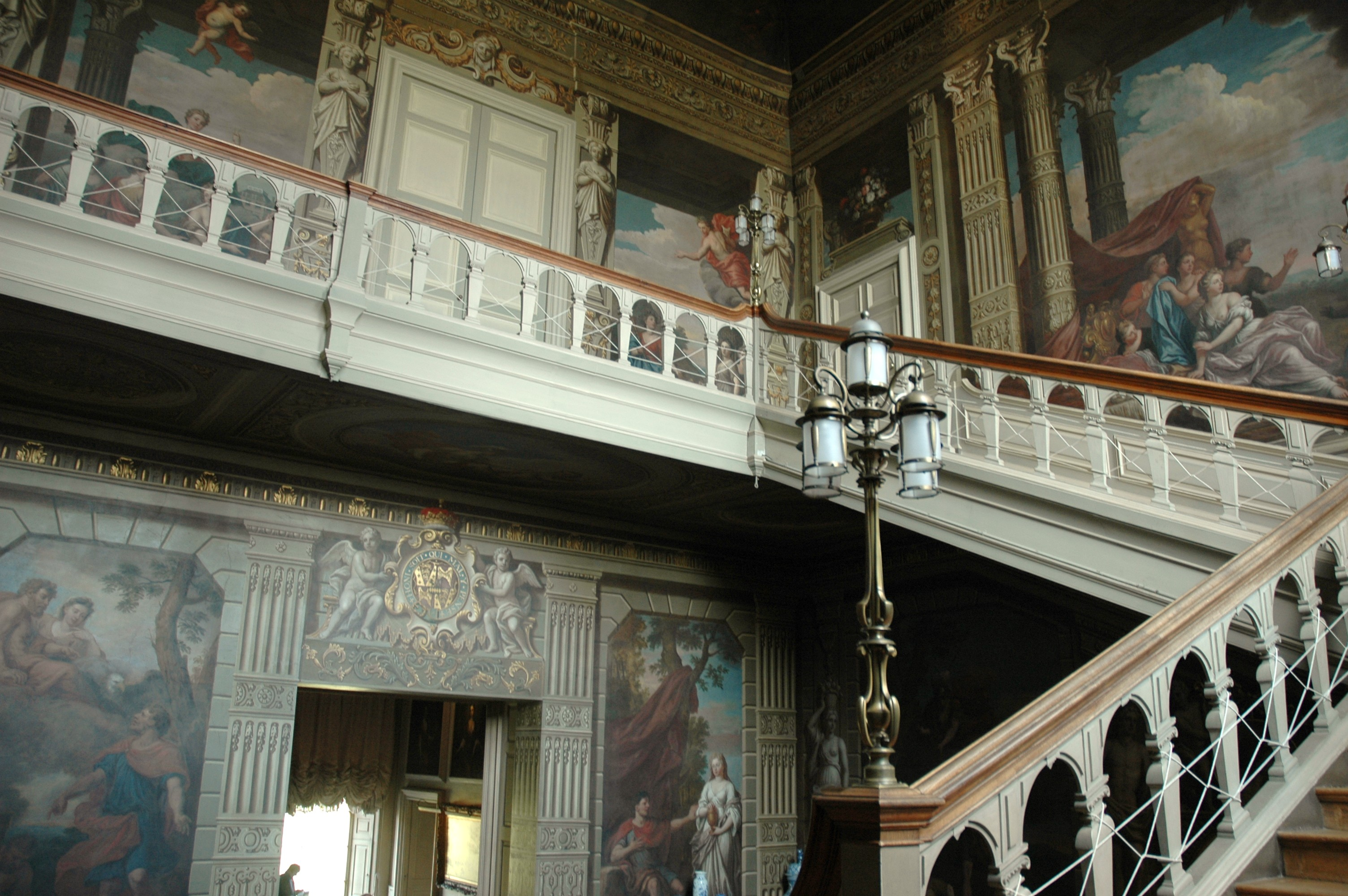
Treppenhaus

- Im Red Room, dem roten Zimmer, wurden 1952 20 Bilder von Turner zusammengetragen, weshalb der Raum auch Turner-Room genannt wurde. Die Bildzusammenstellung wurde zwischenzeitlich wieder verändert, dennoch hängen neben einem Bild von Tizian, einem Bild von Zoffany und anderen Gemälden noch vier Bilder von Turner in diesem Raum. Dazu kommt die Leconfield Aphrodite, eine Praxiteles zugeschriebene Marmorbüste aus dem 4. Jahrhundert v. Chr.
- Die North Gallery, der ab 1756 eigens angebaute Museumsteil des Hauses, besteht seit dem Umbau von 1824 bis 1827 aus drei Räumen, dem South Corridor, dem Central Corridor und der Square Bay. Die Räume werden durch Oberlichter beleuchtet. In den Räumen befinden sich zahlreiche Skulpturen aus der Antike wie der aus dem 2. Jahrhundert stammende Egremont Apollo sowie Skulpturen der Renaissance und des Klassizismus, darunter Werke von John Flaxman, Richard Westmacott und Francis Chantrey, über 100 Gemälde von Turner, Gainsborough, Thomas Phillips und anderen sowie ein 1592 geschaffener Globus von Emery Molyneux.
- Die Kapelle ist der älteste Raum des Hauses. Ursprünglich um 1309 erbaut, wurde sie im 17. Jahrhundert barock umgebaut und besitzt Schnitzereien von John Seldon.

### Park

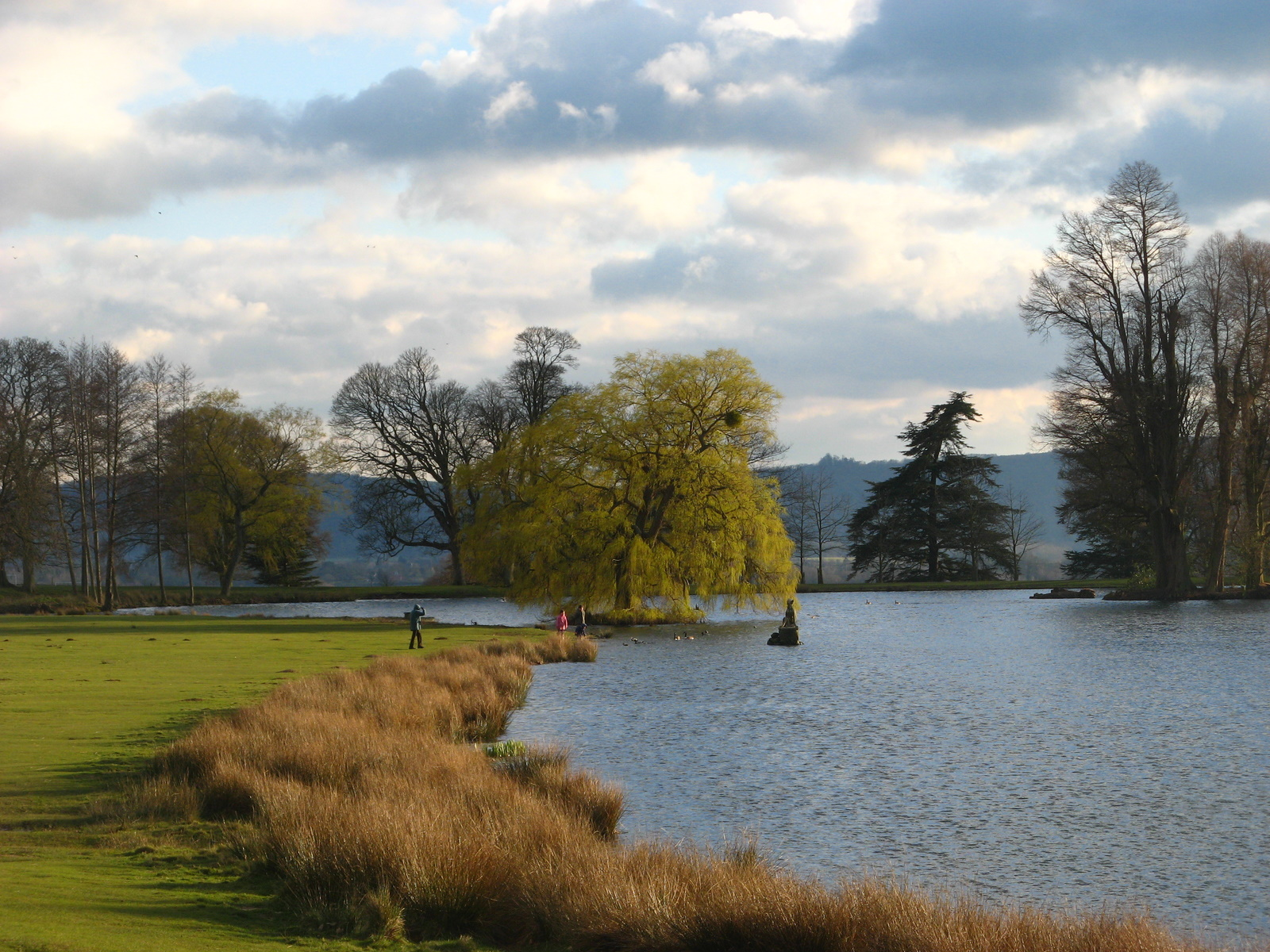
Park

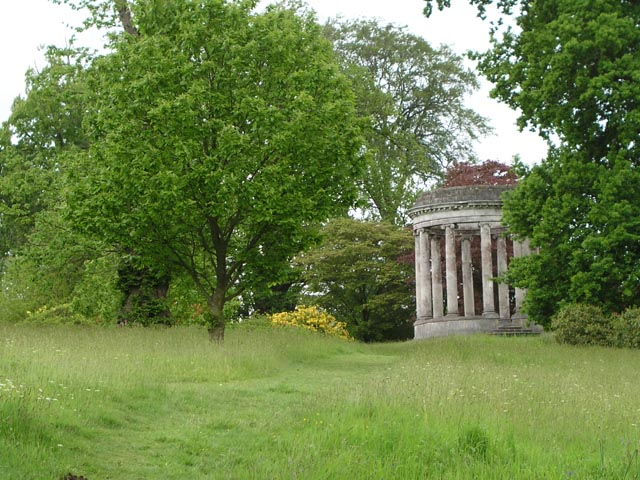
Die Rotunde, ein Rundtempel aus dem 18. Jahrhundert im Pleasureground

Hinter dem Herrenhaus beginnt ein insgesamt 294 ha großer Park. Ein erster kleiner Park wird im 13. Jahrhundert erwähnt, zur Zeit des 9. Earls of Northumberland umfasste der Park bereits über 160 ha. Der um 1700 von George London angelegte Barockgarten wurde von 1751 bis 1765 von Capability Brown in einen Englischen Garten umgewandelt. Der Park wurde im 19. Jahrhundert mehrfach umgestaltet. 1987 und 1989 erlitt er schwere Sturmschäden, aber trotzdem gilt er als einer der gelungensten Landschaftsgärten von Capability Brown.
Südlich des Hauses befindet sich der ummauerte Küchengarten. Nördlich des Hauses erstreckt sich der etwa 12 ha große Pleasureground mit Lorbeerbäumen, Platanen, Linden, Zedern und anderen Bäumen. Durch den Garten führen Wege und auf eine Rotunde zulaufende Sichtachsen, außerdem befindet sich hier ein Sommerhaus im Stil eines dorischen Tempels. Der Pleasureground wird durch einen Ha-Ha von der Wiese auf der Westseite des Hauses abgetrennt, die sich etwa 350 m bis zu einem künstlich angelegten Serpentinensee erstreckt. Die Wiese wird durch niedrige Bäume und Sträucher wie Erdbeerbäume, Ginster und Heckenkirschen eingefasst. Nordwestlich des Sees erstreckt sich der etwa 2 km lange Wildpark, der von einer insgesamt 8 km langen Mauer umschlossen ist. Der Wildpark erstreckt sich in einem breiten Tal mit Rasenflächen, Baumgruppen, einem kleineren See und einer großen Damwildherde, die als eine der ältesten Herden Englands gilt.

## Sonstiges
Mehrmals erhielt Petworth House Besuch von Monarchen:
- 1526 von Heinrich VIII.,
- 1551 von Eduard VI.,
- 1563 und 1583 von Elisabeth I.,
- am 28. Dezember 1703 von Erzherzog Karl, dem späteren Kaiser Karl VI.,
- am 24. Juni 1814 besuchten der Prinzregent, Zar Alexander I. und König Friedrich Wilhelm IV. Petworth House während ihrer vom 6. bis 27. Juni 1814 unternommenen Reise nach Großbritannien nach dem ersten Pariser Frieden,
- Eduard VII. war oft im Herrenhaus zu Gast.

Joan Aiken beschreibt in ihrem Roman "Fanny und Scylla" das Herrenhaus und den Garten sowie die Bewohner um 1798/99. Der Schriftsteller Henry Green, dessen Mutter die Tochter von Henry Wyndham, 2. Baron Leconfield war, verbrachte Teile seiner Kindheit und Jugend in Petworth House.